# Satyrium fuliginosa
Espèce
Satyrium fuliginosa (ou Satyrium fuliginosum) est une espèce d'insectes lépidoptères de la famille des Lycaenidae, de la sous-famille des Theclinae et du genre Satyrium.